# Karl Christiansen
Karl Frederik Christiansen (* 31. Juli 1890 in Kangersuatsiaq; † 14. Oktober 1932 in Kuuk) war ein grönländischer Katechet und Landesrat.

## Leben
Karl Christiansen war der Sohn des Jägers Laurits Andreas Thomas Christiansen (1861–1897) und der Hebamme Johanne Juliane Vilhelmine Christensen (1863–1932). Am 24. Juli 1912 heiratete er in Ikerasaarsuk Marie Mette Margrethe Davidsen (1892–1919), Tochter von Hans Peter Markus Isak Davidsen (1865–1919) und Katrine Charlotte Helene Dorthea Christensen (1868–1914), einer Nichte seiner Mutter. Sie hatten die Tochter Benedikte Elisabeth Lea Martha (1914–1935), die nach der Geburt ihrer unehelichen Tochter Susanne Kirsten Bolette Johanne (*/† 1935) starb. Nachdem seine erste Frau 27-jährig an einer Grippe gestorben war, ehelichte Karl Christiansen in zweiter Ehe am 1. August 1920 in Tasiusaq die 20-jährige Witwe Johanne Charlotte Bolette Andreassen (1900–1922), Tochter von Kasper Tobias Benjamin Andreassen (1876–1932) und seiner Frau Lydie Benedikte Karoline Aronsen (1878–1925). Das Paar bekam den Sohn Bendt Adam Jakob Andreas (1921–1922), der aber jung starb. Seine zweite Frau starb noch im selben Jahr kurz vor ihrem 22. Geburtstag an Tuberkulose.
Karl Christiansen war als Katechet in Kuuk tätig. Von 1923 bis 1926 war er Mitglied im nordgrönländischen Landesrat. Die Sitzung von 1925 verpasste er wie alle seine Kollegen und aus dem nördlichen Teil des Inspektorats und wurde dabei nicht vertreten. Er starb schließlich 1932 zweimal verwitwet im Alter von 42 Jahren.